# Benito Juárez
Benito Pablo Juárez García (n. 21 martie 1806 – 18 iulie 1872) a fost un amerindian de origine zapotecă care a servit cinci termene ca președinte al Mexicului - 1858 – 1861 ca președinte interimar, 1861 – 1865, 1865 – 1867, 1867 – 1871 și 1871 – 1872.
Benito Juárez a fost primul lider al Mexicului care nu a avusese anterior carierei politice o pregătire militară, fiind simultan și primul amerindian care a devenit președinte al Mexicului, respectiv lider al unei țări din emisfera vestică după mai bine de 300 de ani de la venirea europenilor în Lumea Nouă.
Pentru numeroasele sale realizări interne, așa cum au fost rezistența opusă ocupanților francezi, răsturnarea imperiului și restaurarea republicii, modernizarea țării, Juárez este considerat adesea cel mai bun lider al Mexicului. Numeroase localități, școli, parcuri, străzi și monumente au fost numite în onoarea sa.

## Viață timpurie

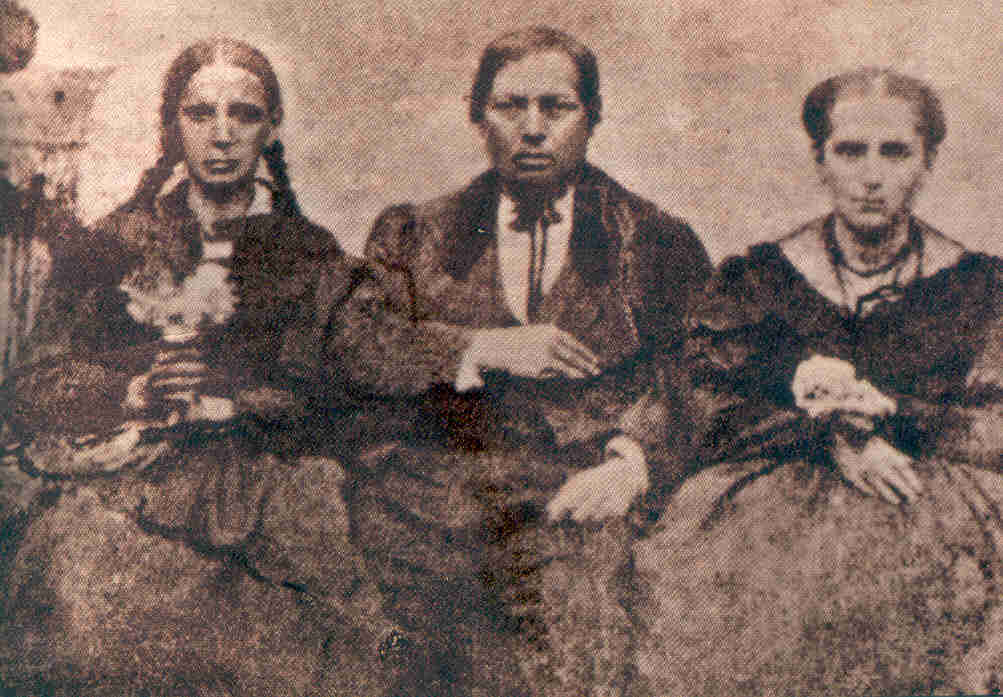
Benito Juárez cu sora lui Nela (stânga) și cu soția sa Margarita (dreapta), în 1843

## Citate

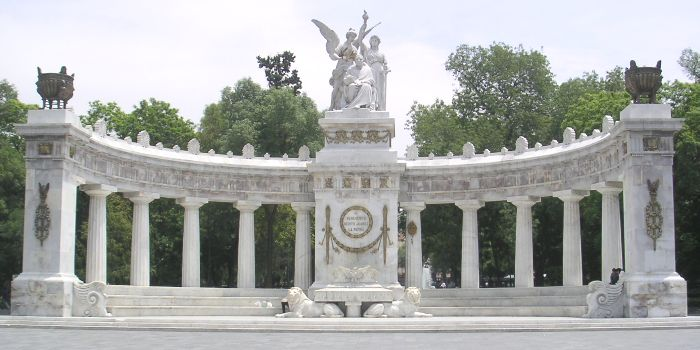
Hemicilo a Juarez, Mexico City, Mexic.

Multe din citatele lui Juárez continuă să fie bine ancorate în tradiția populară din Mexic. Printre acestea, citatul –  Entre los individuos, como entre las naciones, el respeto al derecho ajeno es la paz  –, însemnând "Între națiuni, ca și între indivizi, respectarea drepturilor altora este pace," este încris pe stema statului Oaxaca.

## Diferite locuri și lucruri numite după Juárez
- Numeroase municipii, orașe, instituții și altele au fost denumite după Benito Juárez—vedeți Juárez pentru o listă parțială
- Benito Mussolini, dictatorul Italiei între 1922 și 1943, a fost numit după Benito Juárez de către părinții săi. ("Benedetto" este forma obișnuită a prenumelui în italiană
- Aeroportul internațional al capitalei Mexicului a fost denumit formal după Benito Juárez în 2006